# (6570) Tomohiro
(6570) Tomohiro es un asteroide perteneciente al cinturón de asteroides, región del sistema solar que se encuentra entre las órbitas de Marte y Júpiter.
Fue descubierto el 6 de mayo de 1994 por Kin Endate y Kazuro Watanabe desde el observatorio de Kitami.

## Designación y nombre
Designado provisionalmente como 1994 JO, fue nombrado en honor a Tomohiro Hirayama (nacido en 1938), quien se unió al Observatorio Astronómico de Tokio en 1960 como observador con la Cámara de Seguimiento por Satélite Baker-Nunn. Más tarde se unió al centro de cómputo del observatorio y desarrolló muchos programas para medición de distancias por láser por satélite y otros propósitos astronómicos. Entre 1967 y 1987, todos los mensajes de télex del observatorio a la Oficina Central de Telegramas Astronómicos, menos uno, fueron mecanografiados por sus manos.

## Características orbitales
Tomohiro está situado a una distancia media del Sol de 3,134 ua, pudiendo alejarse hasta 3,662 ua y acercarse hasta 2,607 ua. Su excentricidad es 0,168 y la inclinación orbital 14,432 grados. Emplea 2026,82 días en completar una órbita alrededor del Sol.
Los próximos acercamientos a la órbita de Júpiter ocurrirán el 12 de agosto de 2036, el 10 de febrero de 2047 y el 2 de julio de 2057.

## Características físicas
La magnitud absoluta de Tomohiro es 12,20. Tiene 23,041 km de diámetro y su albedo se estima en 0,062.